# 나의 작은 시인에게
《나의 작은 시인에게》(The Kindergarten Teacher)는 미국에서 제작된 사라 코랑겔로 감독의 2018년 드라마 영화이다. 매기 질렌할 등이 주연으로 출연하였고 매기 질렌할 등이 제작에 참여하였다.
이 영화는 동명의 2014년 이스라엘 영화 The Kindergarten Teacher에 기반을 둔다. 2018년 1월 19일 선댄스 영화제에서 전 세계 초연되었다. 2018년 10월 12일 넷플릭스를 통해 미국과 캐나다에 개봉되었다.

## 출연

### 주연
- 매기 질렌할
- 파커 세바크

### 조연
- 가엘 가르시아 베르날
- 마이클 체너스
- 로사 살라자르
- 안나 바리쉬니코프
- 데이시 타핸
- 아제이 나이두
- 샘랫 차크라바티
- 할리 머피

## 기타
- 미술: 메리 레나 콜스턴
- 세트: 카를로스 A. 로드리게즈
- 의상: 바네사 포터
- 배역: 헨리 러셀 버그스타인
- 배역: 스테파니 홀브룩